# Euvacusus coloradanus
Euvacusus coloradanus är en skalbaggsart som beskrevs av Thomas Casey 1904. Euvacusus coloradanus ingår i släktet Euvacusus och familjen kvickbaggar. Inga underarter finns listade i Catalogue of Life.